# Le Mesnil-Aubert
Pour les articles homonymes, voir Aubert.
Le Mesnil-Aubert est une commune française, située dans le département de la Manche en région Normandie, peuplée de 195 habitants.
Elle fait partie des villages labellisés Village patrimoine, qui œuvrent à mettre en avant leurs patrimoines matériels et/ou immatériels (historique, culturel, naturel, architectural, etc.). 

## Géographie
| Trelly           | Trelly           | Trelly, Guéhébert (sur environ 200 mètres) |
| Trelly, Cérences | du Mesnil-Aubert | Lengronne                                  |
| Cérences         | Cérences         | Lengronne                                  |

### Hydrographie
La commune est située dans le bassin Seine-Normandie. Elle est drainée par la Sienne, le cours d'eau 01 de Ravend, le cours d'eau 01 du Pont Cée, le ruisseau de Mauviel, le Soquet, le Torvet et divers autres petits cours d'eau,.
La Sienne, d'une longueur de 93 km, prend sa source dans la commune de Noues de Sienne et se jette  dans le golfe de Saint-Malo en limite de Agon-Coutainville et de Regnéville-sur-Mer, après avoir traversé 21 communes. Les caractéristiques hydrologiques de la Sienne sont données par la station hydrologique située sur la commune de Cérences. Le débit moyen mensuel est de 7,67 m3/s. Le débit moyen journalier maximum est de 109 m3/s, atteint lors de la crue du 14 novembre 2010. Le débit instantané maximal est quant à lui de 154 m3/s, atteint le 16 décembre 2011.

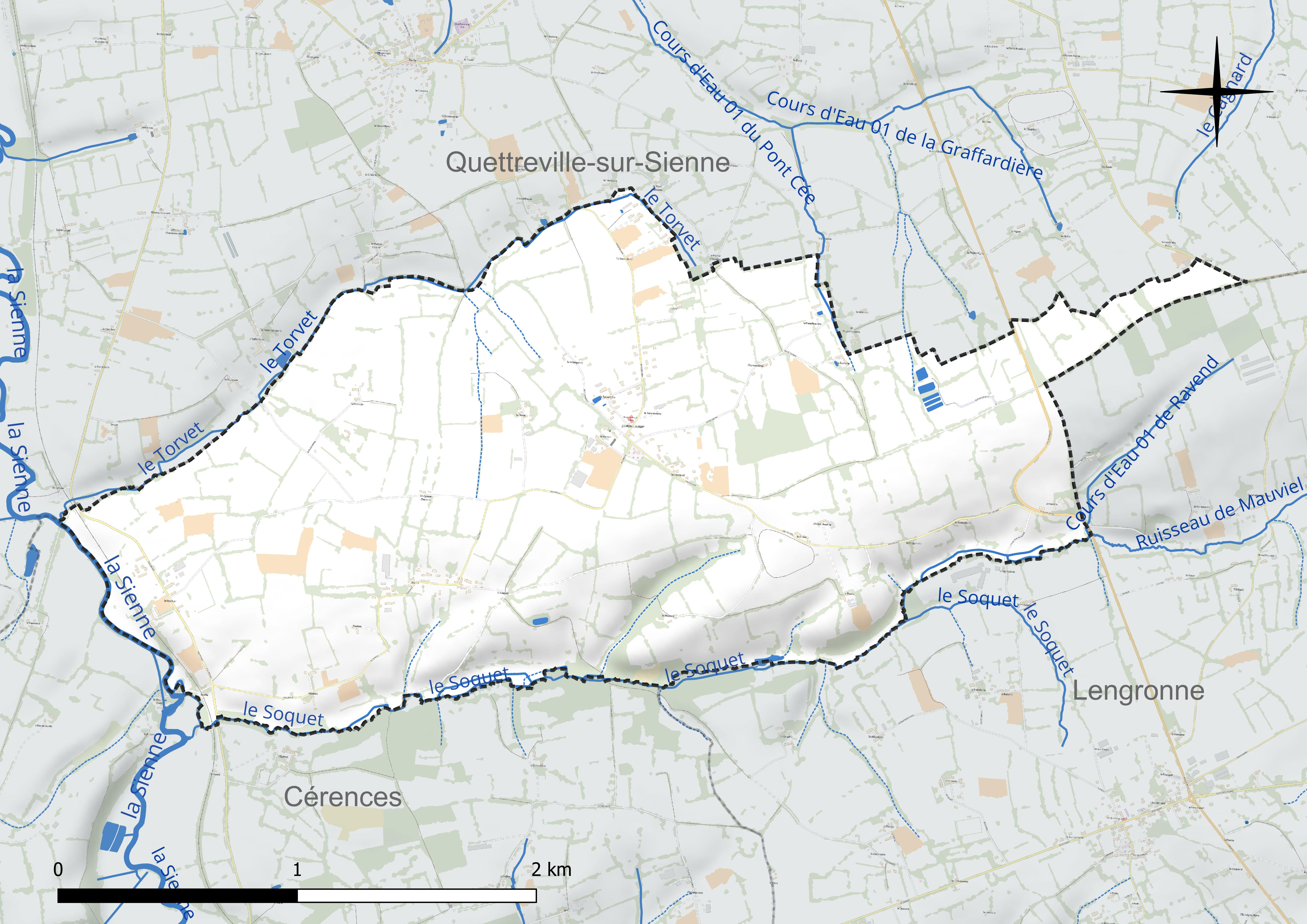
Réseau hydrographique du Mesnil-Aubert.

### Climat
Pour des articles plus généraux, voir Climat de la Normandie et Climat de la Manche.
En 2010, le climat de la commune est de type climat océanique franc, selon une étude du CNRS s'appuyant sur une série de données couvrant la période 1971-2000. En 2020, Météo-France publie une typologie des climats de la France métropolitaine dans laquelle la commune est exposée à un climat océanique et est dans la région climatique  Normandie (Cotentin, Orne), caractérisée par une pluviométrie relativement élevée (850 mm/a) et un été frais (15,5 °C) et venté. Parallèlement le GIEC normand, un groupe régional d’experts sur le climat, différencie quant à lui, dans une étude de 2020, trois grands types de climats pour la région Normandie, nuancés à une échelle plus fine par les facteurs géographiques locaux. La commune est, selon ce zonage, exposée à un « climat maritime », correspondant au Cotentin et à l'ouest du département de la Manche, frais, humide et pluvieux, où les contrastes pluviométrique et thermique sont parfois très prononcés en quelques kilomètres quand le relief est marqué.
Pour la période 1971-2000, la température annuelle moyenne est de 10,8 °C, avec une amplitude thermique annuelle de 11,8 °C. Le cumul annuel moyen de précipitations est de 988 mm, avec 14,9 jours de précipitations en janvier et 8,7 jours en juillet. Pour la période 1991-2020, la température moyenne annuelle observée sur la station météorologique la plus proche, située sur la commune de Coutances à 11 km à vol d'oiseau, est de 11,7 °C et le cumul annuel moyen de précipitations est de 1 092,8 mm,. Pour l'avenir, les paramètres climatiques de la commune estimés pour 2050 selon différents scénarios d’émission de gaz à effet de serre sont consultables sur un site dédié publié par Météo-France en novembre 2022.

## Urbanisme

### Typologie
Au 1er janvier 2024, Le Mesnil-Aubert est catégorisée commune rurale à habitat très dispersé, selon la nouvelle grille communale de densité à sept niveaux définie par l'Insee en 2022.
Elle est située hors unité urbaine. Par ailleurs la commune fait partie de l'aire d'attraction de Granville, dont elle est une commune de la couronne,. Cette aire, qui regroupe 34 communes, est catégorisée dans les aires de moins de 50 000 habitants,.

### Occupation des sols
L'occupation des sols de la commune, telle qu'elle ressort de la base de données européenne d’occupation biophysique des sols Corine Land Cover (CLC), est marquée par l'importance des territoires agricoles (97,6 % en 2018), une proportion identique à celle de 1990 (97,6 %). La répartition détaillée en 2018 est la suivante : prairies (74 %), zones agricoles hétérogènes (18,3 %), terres arables (5,3 %), forêts (2,4 %). L'évolution de l’occupation des sols de la commune et de ses infrastructures peut être observée sur les différentes représentations cartographiques du territoire : la carte de Cassini (XVIIIe siècle), la carte d'état-major (1820-1866) et les cartes ou photos aériennes de l'IGN pour la période actuelle (1950 à aujourd'hui).

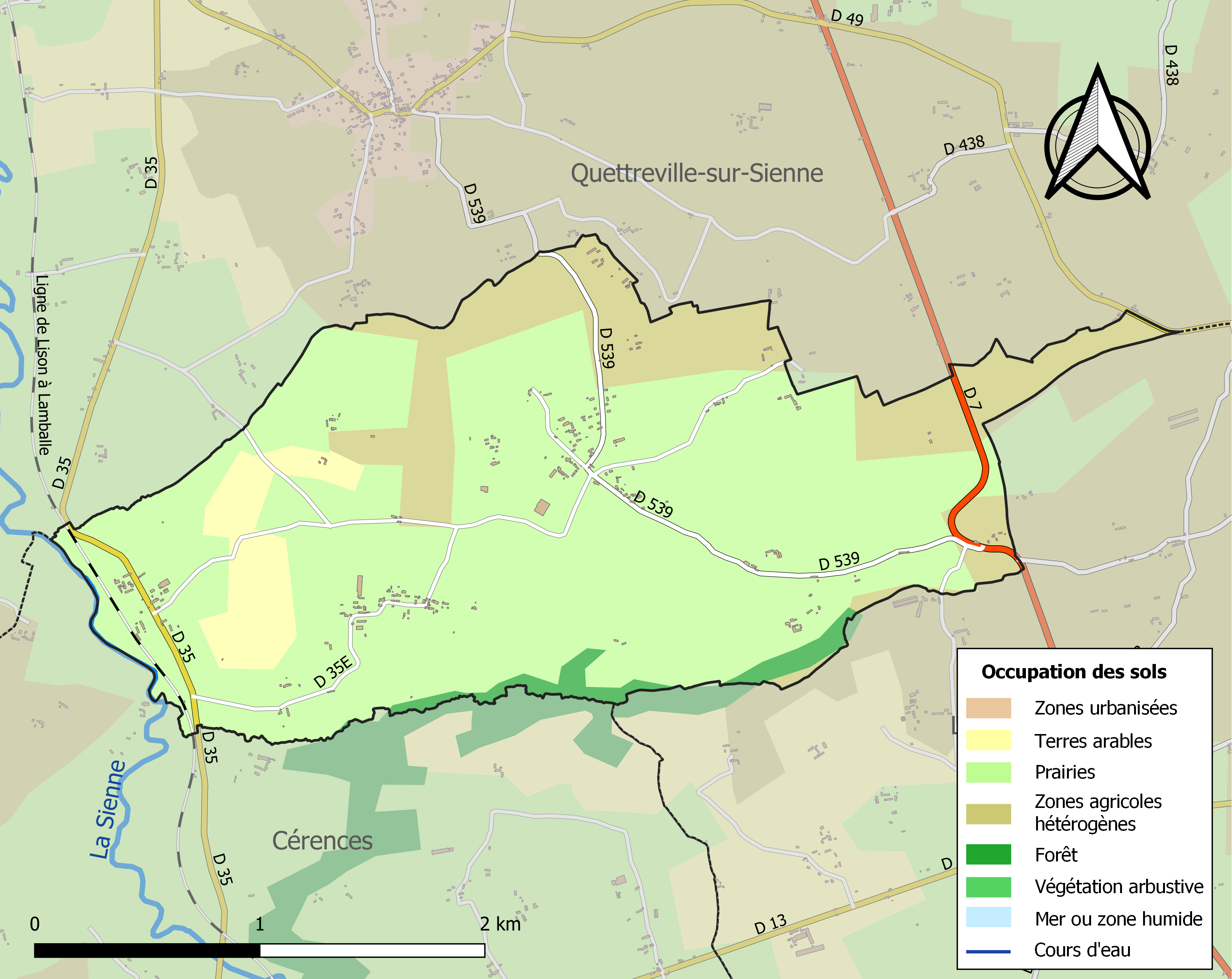
Carte des infrastructures et de l'occupation des sols de la commune en 2018 (CLC).

## Toponymie
Le nom de la localité est attesté sous les formes de Mesnillo Osberti au XIIIe siècle, Mesnillum-Osberti sans date.
Mesnil est un appellatif toponyme très répandu dans le nord de la France, notamment en Normandie, à partir de Mansionem, le bas latin a créé un nouveau terme dérivé du mot latin mansionile, diminutif de mansio, demeure, habitation, maison. Devenu en français médiéval maisnil, mesnil, « maison avec terrain », suivi de l'anthroponyme Osbern, nom de personne scandinave.
Remarque : il existe aussi un nom de personne anglo-saxon Osbert et le nom de famille régional Osbert encore porté dans la Manche. La graphie actuelle Aubert est inspirée par celle du nom français Aubert ancienne forme populaire d'Albert et restée comme nom de famille Aubert. Un phénomène graphique inverse a affecté Osmanville (Calvados) ancien Aumanville (Aumanvilla 1179, 1294, 1317).
Le gentilé est Mesnillais.

## Histoire
Le village était composé de trois fiefs : de Mautphras, d'Annoville et de Mauviel, et fut le siège d'une sergenterie.
Le 25 août 1413, Richard IV Carbonnel († 1415 à la bataille d'Azincourt), rend aveu au roi pour le fief du Mesnil-Aubert. La seigneurie du Mesnil-Aubert échoit à la famille du Saussey, à la suite du mariage de Guillemette Carbonnel, fille de Richard IV, avec Guillaume du Saussey. Au début du XVIe siècle elle est la possession de Jean du Saussey (1463-1523), également seigneur de Gouville et de Lengronne,. Au XVIIIe siècle, c'est Guillaume-Denis Lemaître († 1757), conseiller du roi, lieutenant-général civil et criminel au bailliage et siège présidial du Cotentin, qui est seigneur du Mesnil-Aubert. En 1789, le dernier seigneur du village était Charles Lemaître.
Lors de la Révolution française, c'est Pierre-Charles Leclerc et Jacques-François Grente, tous les deux laboureurs, qui représentèrent le Mesnil-Aubert à l'Assemblée primaire de 1790.

### Légende
La légende dite de la Lande des Morts dite aussi des Quatre paroisses (Trelly, Le Mesnil-Aubert, Lengronne et Grimesnil) perpétue le souvenir de la guerre de Cent Ans et des luttes anglo-normandes.

## Politique et administration
| Période                                  | Période   | Identité      | Étiquette | Qualité                   |
| ---------------------------------------- | --------- | ------------- | --------- | ------------------------- |
| 1981                                     | mars 2008 | Henri Jourdan | SE        |                           |
| mars 2008                                | En cours  | Pierre Loisel | SE        | Retraité agent commercial |
| Les données manquantes sont à compléter. |           |               |           |                           |

Le conseil municipal est composé de onze membres dont le maire et deux adjoints.

## Démographie
L'évolution du nombre d'habitants est connue à travers les recensements de la population effectués dans la commune depuis 1793. Pour les communes de moins de 10 000 habitants, une enquête de recensement portant sur toute la population est réalisée tous les cinq ans, les populations de référence des années intermédiaires étant quant à elles estimées par interpolation ou extrapolation. Pour la commune, le premier recensement exhaustif entrant dans le cadre du nouveau dispositif a été réalisé en 2006.
En 2022, la commune comptait 195 habitants, en évolution de +6,56 % par rapport à 2016 (Manche : −0,31 %, France hors Mayotte : +2,11 %).
| 1793 | 1800 | 1806 | 1821 | 1831 | 1836 | 1841 | 1846 | 1851 |
| ---- | ---- | ---- | ---- | ---- | ---- | ---- | ---- | ---- |
| 486  | 485  | 530  | 553  | 508  | 530  | 506  | 515  | 517  |

| 1856 | 1861 | 1866 | 1872 | 1876 | 1881 | 1886 | 1891 | 1896 |
| ---- | ---- | ---- | ---- | ---- | ---- | ---- | ---- | ---- |
| 513  | 480  | 485  | 500  | 479  | 471  | 480  | 490  | 440  |

| 1901 | 1906 | 1911 | 1921 | 1926 | 1931 | 1936 | 1946 | 1954 |
| ---- | ---- | ---- | ---- | ---- | ---- | ---- | ---- | ---- |
| 430  | 408  | 352  | 297  | 273  | 278  | 256  | 285  | 283  |

| 1962 | 1968 | 1975 | 1982 | 1990 | 1999 | 2006 | 2011 | 2016 |
| ---- | ---- | ---- | ---- | ---- | ---- | ---- | ---- | ---- |
| 268  | 254  | 205  | 181  | 152  | 152  | 150  | 154  | 183  |

| 2021 | 2022 | - | - | - | - | - | - | - |
| ---- | ---- | - | - | - | - | - | - | - |
| 195  | 195  | - | - | - | - | - | - | - |

## Culture locale et patrimoine

### Lieux et monuments

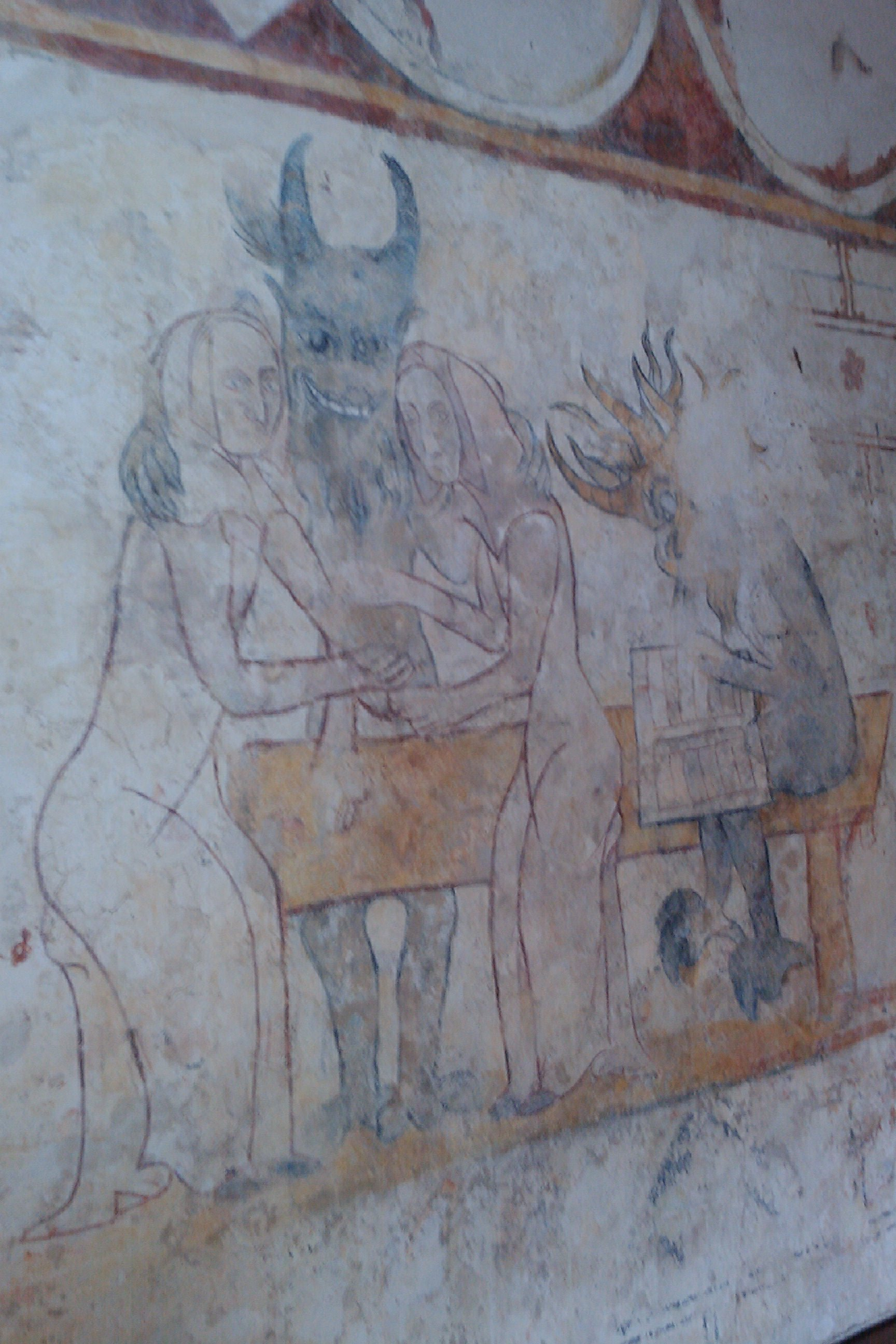
Peintures murales dites Femmes de petite vertu.

- Église Saint-Pierre des XIIe, XIVe, XVIe et XIXe siècles, classée au titre des monuments historiques par arrêté du 9 juillet 1990[38]. C'est une petite église du XIIIe siècle, en grande partie romane dont le portail. La tour a été rénovée plus récemment dans le style roman. Fenêtre du transept de la fin du XVe siècle. La chapelle seigneuriale du XVe qui la jouxtait a été transformée en sacristie. Elle abrite des fresques murales du XIIIe au XVIe siècle[30].

Cette église dépend de la paroisse Notre-Dame-de-l'Espérance du doyenné du Pays de Granville-Villedieu.
- Manoir des XVIIe – XVIIIe siècles, avec pigeonnier près de l'église.
- If du cimetière, d'un diamètre d'environ 7,60 mètres.
- Croix de cimetière du XIXe siècle.
- Croix de chemin du XIXe siècle.
- Caveau de la famille Pigeon-Litan. Originaire du Mesnil-Aubert, cette famille, qui a fourni de nombreux armateurs granvillais, resta fidèle à ses racines locales comme en témoigne le caveau familial dans le cimetière[30].

### Héraldique
| Blason de Le Mesnil-Aubert | Blason  | Écartelé : au 1er d'argent à trois mouchetures d'hermine de sable mal ordonnées, au 2e de sinople à une clé d'or en fasce, le panneton en bas à senestre, au 3e d'or à un pigeon au naturel, au 4e fascé de sable et d'argent, une fleur de lys d'or brochante ; à une flèche de gueules versée en pal brochant sur la partition ; le tout au chef parti ondé d'azur et de gueules, à un léopard d'or, armé et lampassé d'azur brochant. |
| Blason de Le Mesnil-Aubert | Détails | Les 1er et 3e quartiers reprennent respectivement des éléments des armes de la famille du Saussay et Pigeon-Litan. La clé est l'attribut de saint Pierre, patron de la paroisse locale. Le dernier quartier est aux armes d'Annoville. La flèche est l'attribut de sainte Ursule Le chef évoque les armes officieuses du département de la Manche inspirées des armoiries de la Normandie. Adopté.                                       |